# Épisodes de Cameron Black : L'Illusionniste
Cet article présente le treize épisodes de la série télévisée américaine Cameron Black : L'Illusionniste (Deception).

## Généralités
- Aux États-Unis, la série a été diffusée depuis le 11 mars 2018 au 27 mai 2018 sur le réseau ABC.

## Distribution

### Acteurs principaux
- Jack Cutmore-Scott : Cameron Black / Jonathan Black
- Ilfenesh Hadera : Kay Daniels
- Lenora Crichlow : Dina Clark
- Justin Chon : Jordan Kwon
- Laila Robins : Deakins
- Amaury Nolasco : Mike Alvarez
- Vinnie Jones : Gunter Gastafsen

### Acteurs récurrents et invités
- Stephanie Corneliussen : une femme mystérieuse
- Brett Dalton : Isaac Walker

## Épisodes

### Épisode 1:Tada!
- États-Unis /  Canada : 11 mars 2018 sur ABC[1] / CTV[2]
- Belgique : 13 juillet 2018 sur La Deux
- Suisse : 19 juillet 2018 sur RTS Un[3]
- France : 25 juillet 2018 sur TF1[4]

- États-Unis : 5,93 millions de téléspectateurs[5] (première diffusion)
- Canada : 1,202 million de téléspectateurs[6] (première diffusion + différé 7 jours)
- France : 3,702 millions de téléspectateurs[7] (première diffusion)
- France : 0,814 million de téléspectateurs[8] (deuxième diffusion)

### Épisode 2:Question de perspective
- États-Unis /  Canada : 18 mars 2018 sur ABC / CTV
- Belgique : 13 juillet 2018 sur La Deux
- Suisse : 19 juillet 2018 sur RTS Un
- France : 25 juillet 2018 sur TF1

- États-Unis : 3,97 millions de téléspectateurs[9] (première diffusion)
- Canada : 1,190 million de téléspectateurs[10] (première diffusion + différé 7 jours)
- France : 3,42 millions de téléspectateurs[11] (première diffusion)

### Épisode 3:L'Art de l'évasion
- États-Unis /  Canada : 25 mars 2018 sur ABC / CTV
- Belgique : 13 juillet 2018 sur La Deux
- Suisse : 19 juillet 2018 sur RTS Un
- France : 25 juillet 2018 sur TF1

- États-Unis : 3,86 millions de téléspectateurs[12] (première diffusion)
- Canada : 1,146 million de téléspectateurs[13] (première diffusion + différé 7 jours)
- France : 3,03 millions de téléspectateurs[11] (première diffusion)

### Épisode 4:Don de voyance
- États-Unis /  Canada : 1er avril 2018 sur ABC / CTV
- Belgique : 20 juillet 2018 sur La Deux
- Suisse : 26 juillet 2018 sur RTS Un
- France : 1er août 2018 sur TF1

- États-Unis : 4,00 millions de téléspectateurs[14] (première diffusion)
- Canada : 1,146 million de téléspectateurs[15] (première diffusion + différé 7 jours)
- France : 3,245 millions de téléspectateurs[16] (première diffusion)

### Épisode 5:Faire diversion
- États-Unis /  Canada : 8 avril 2018 sur ABC / CTV
- Belgique : 20 juillet 2018 sur La Deux
- Suisse : 26 juillet 2018 sur RTS Un
- France : 1er août 2018 sur TF1

- États-Unis : 3,61 millions de téléspectateurs[17] (première diffusion)
- Canada : 974 000 téléspectateurs[18] (première diffusion + différé 7 jours)
- France : 2,89 millions de téléspectateurs[16] (première diffusion)

### Épisode 6:Magie noire et jeux d'ombres
- États-Unis /  Canada : 22 avril 2018 sur ABC / CTV
- Belgique : 20 juillet 2018 sur La Deux
- Suisse : 26 juillet 2018 sur RTS Un
- France : 1er août 2018 sur TF1

- États-Unis : 3,24 millions de téléspectateurs[19] (première diffusion)
- Canada : 1,016 million de téléspectateurs[20] (première diffusion + différé 7 jours)
- France : 2,38 millions de téléspectateurs[16] (première diffusion)

### Épisode 7:Sacrifier le fou
- États-Unis /  Canada : 24 avril 2018 sur ABC / CTV
- Belgique : 27 juillet 2018 sur La Deux
- Suisse : 2 août 2018 sur RTS Un
- France : 8 août 2018 sur TF1

- États-Unis : 3,10 millions de téléspectateurs[21] (première diffusion)
- Canada : 1,115 million de téléspectateurs[22] (première diffusion + différé 7 jours)
- France : 3,396 millions de téléspectateurs[23] (première diffusion)

### Épisode 8:Le Diamant de Lynx
- États-Unis /  Canada : 29 avril 2018 sur ABC / CTV
- Belgique : 27 juillet 2018 sur La Deux
- Suisse : 2 août 2018 sur RTS Un
- France : 8 août 2018 sur TF1

- États-Unis : 3,64 millions de téléspectateurs[24] (première diffusion)
- Canada : 1,115 million de téléspectateurs[22] (première diffusion + différé 7 jours)
- France : 3,06 millions de téléspectateurs[23] (première diffusion)

### Épisode 9:Pas vu, pas pris
- États-Unis /  Canada : 6 mai 2018 sur ABC / CTV
- Belgique : 27 juillet 2018 sur La Deux
- Suisse : 2 août 2018 sur RTS Un
- France : 8 août 2018 sur TF1

- États-Unis : 3,25 millions de téléspectateurs[25] (première diffusion)
- Canada : 1,045 million de téléspectateurs[26] (première diffusion + différé 7 jours)
- France : 2,7 millions de téléspectateurs[27] (première diffusion)

### Épisode 10:Société secrète
- États-Unis /  Canada : 13 mai 2018 sur ABC / CTV
- Belgique : 3 août 2018 sur La Deux
- Suisse : 9 août 2018 sur RTS Un
- France : 15 août 2018 sur TF1

- États-Unis : 3,37 millions de téléspectateurs[28] (première diffusion)
- France : 3,225 millions de téléspectateurs[29] (première diffusion)

### Épisode 11:Préparer le terrain
- États-Unis /  Canada : 20 mai 2018 sur ABC / CTV
- Belgique : 3 août 2018 sur La Deux
- Suisse : 9 août 2018 sur RTS Un
- France : 15 août 2018 sur TF1

- États-Unis : 3,18 millions de téléspectateurs[30] (première diffusion)
- Canada : 865 000 téléspectateurs[31] (première diffusion + différé 7 jours)
- France : 2,72 millions de téléspectateurs[11] (première diffusion)

### Épisode 12:Message codé
- États-Unis /  Canada : 27 mai 2018 sur ABC / CTV
- Belgique : 10 août 2018 sur La Deux
- Suisse : 9 août 2018 sur RTS Un
- France : 15 août 2018 sur TF1

- États-Unis : 2,26 millions de téléspectateurs[32] (première diffusion)

### Épisode 13:Jeux de rôles
- États-Unis /  Canada : 27 mai 2018 sur ABC / CTV
- Belgique : 10 août 2018 sur La Deux
- Suisse : 9 août 2018 sur RTS Un
- France : 15 août 2018 sur TF1

- États-Unis : 2,26 millions de téléspectateurs[32] (première diffusion)

## Audiences
La moyenne d'audience de la première diffusion de la série en France est de 3 054 000 téléspectateurs pour 19,9% de PDM par épisode.
| Épisode | Jour et horaire de diffusion                   | Nombre de téléspectateurs | Part de marché sur les 4 ans et plus | Référence |
| ------- | ---------------------------------------------- | ------------------------- | ------------------------------------ | --------- |
| 1       | Mercredi 25 juillet 2018 (21:00-23:40),        | 3 702 000                 | 20,2 %                               | [ 34 ]    |
| 2       | Mercredi 25 juillet 2018 (21:00-23:40),        | 3 420 000                 | 20,8 %                               | [ 34 ]    |
| 3       | Mercredi 25 juillet 2018 (21:00-23:40),        | 3 030 000                 | 27,3 %                               | [ 34 ]    |
| 4       | Mercredi 1er août 2018 (21:00-23:40)           | 3 245 000                 | 18,2 %                               | [ 35 ]    |
| 5       | Mercredi 1er août 2018 (21:00-23:40)           | 2 890 000                 | 17,7 %                               | [ 35 ]    |
| 6       | Mercredi 1er août 2018 (21:00-23:40)           | 2 380 000                 | 22 %                                 | [ 35 ]    |
| 7       | Mercredi 8 août 2018 (21:00-23:40)             | 3 396 000                 | 19,3 %                               | [ 36 ]    |
| 8       | Mercredi 8 août 2018 (21:00-23:40)             | 3 060 000                 | 18,9 %                               | [ 36 ]    |
| 9       | Mercredi 8 août 2018 (21:00-23:40)             | 2 700 000                 | ?                                    | [ 36 ]    |
| 10      | Mercredi 15 - jeudi 16 août 2018 (21:00-00:20) | 3 225 000                 | 19,1 %                               | ,         |
| 11      | Mercredi 15 - jeudi 16 août 2018 (21:00-00:20) | 2 720 000                 | 18,1 %                               | ,         |
| 12      | Mercredi 15 - jeudi 16 août 2018 (21:00-00:20) | 2 260 000*                | ~18,6%                               | ,         |
| 13      | Mercredi 15 - jeudi 16 août 2018 (21:00-00:20) | ?                         | ~18,6%(?)                            | ,         |

Légende :
- plus hauts scores d'audiences
- plus bas scores d'audiences

* Basé sur des estimations d'audiences. Cependant, les sources se contredisent à ce sujet